# Ivar Bjørnson
Ivar Bjørnson (ur. 1977 w Etne) – norweski kompozytor i gitarzysta grupy Enslaved, grającej viking metal. Jest on jednym z dwóch członków, którzy pozostali w zespole od jego założenia, razem z Grutle Kjellsonem. Udzielał się również w grupie Borknagar, grając na keyboardzie i syntezatorze, na trzech pierwszych albumach.

## Dyskografia
- Borknagar – Borknagar (1996, Malicious Records)
- Borknagar – The Olden Domain (1997, Century Media Records)
- Desekrator – Metal for Demons (1998, Hammerheart Records)
- Borknagar – The Archaic Course (1998, Century Media Records)
- Ivar Bjørnson & Einar Selvik's Skuggsjá – Skuggsjá (A Piece For Mind & Mirror) (2016, Season of Mist)[4]

## Teledyski
- Ivar Bjørnson & Einar Selvik's Skuggsjá – "Skuggsjá" (2016, reżyseria: David Hall)[5]